# مأمون میا
مأمون میا (بنگالی: মোহাম্মদ মামুন মিয়া؛ زادهٔ ۱۱ سپتامبر ۱۹۸۷) بازیکن فوتبال اهل بنگلادش بود.
از باشگاه‌هایی که در آن بازی کرده است می‌توان به باشگاه فوتبال شیخ راسل اشاره کرد.
وی همچنین در تیم‌های ملی فوتبال زیر ۲۳ سال بنگلادش و بنگلادش بازی کرده است.
وی در مسابقات کشوری و بین‌المللی در مجموع برندهٔ ۱ مدال طلا شده است.